# Contea di Hamyang
La contea di Hamyang (Hamyang-gun; 함양군; 咸陽郡) è una delle suddivisioni della provincia sudcoreana del Sud Gyeongsang.